# Obel
Rijeka Obel (ili rijeka Ubel ) desna je pritoka rijeke Mareb (Gash). Potonji vodotok čini dio granice između Eritreje i Etiopije, s izvorištem u Eritrejskom gorju.
Prema Ministarstvu informiranja Eritreje, oko obala rijeke Obel postoje velike farme na kojima se uzgaja voće i povrće.